# Séligney
Séligney ist eine französische Gemeinde im Département Jura in der Region Bourgogne-Franche-Comté. Sie gehört zum Arrondissement Dole und zum Kanton Tavaux. Die Gemeinde grenzt im Nordosten an Souvans, im Südosten an Villers-les-Bois, im Süden an Bretenières, im Südwesten an Tassenières und im Nordwesten an Villers-Robert.

## Geschichte
Séligney wurde 1824 nach Villers-Robert eingemeindet. Seit 1871 ist sie wieder eine eigenständige Gemeinde.

### Bevölkerungsentwicklung
| Jahr                       | 1962 | 1968 | 1975 | 1982 | 1990 | 1999 | 2008 | 2017 |
| Einwohner                  | 77   | 102  | 99   | 119  | 120  | 111  | 89   | 77   |
| Quellen: Cassini und INSEE |      |      |      |      |      |      |      |      |